# Pomeni imen asteroidov: 1501–2000
]]Pregled pomenov imen asteroidov (malih planetov) od številke 1501 do 2000. Pregled je preverjen z Schmadelovim Slovarjem imen malih planetov (Dictionary of Minor Planet Names) in njegovim predhodnikom Imena malih planetov  (The Names of the Minor Planets), ki ga je pripravil Paul Herget (označeno s [H]). Oznaka * pomeni, da je izvor imena ugibanje.
| Ime                   | Začasna oznaka | Izvor imena |
| 1501–1600             | 1501–1600      | 1501–1600 |
| --------------------- | -------------- | --- |
| 1501 Baade            | 1938 UJ        | Walter Baade, nemški astronom |
| 1502 Arenda           | 1938 WB        | Sylvain Julien Victor Arend, belgijski astronom [H] |
| 1503 Kuopio           | 1938 XD        | mesto Kuopio, Finska |
| 1504 Lappeenranta     | 1939 FM        | mesto Lappeenranta, Finska |
| 1505 Koranna          | 1939 HH        | Koranna, pleme Bušmanov (Grmičarji) iz puščave Kalahari [H] |
| 1506 Xosa             | 1939 JC        | Šosa ljudstvo iz Afrike [H] |
| 1507 Vaasa            | 1939 RD        | mesto Vaasa, Finska |
| 1508 Kemi             | 1938 UP        | mesto Kemi, Finska |
| 1509 Esclangona       | 1938 YG        | Ernest Benjamin Esclangon, francoski astronom [H] |
| 1510 Charlois         | 1939 DC        | Auguste Charlois, francoski astronom |
| 1511 Daléra           | 1939 FB        | Paul Daléra, prijateljica odkritelja [H] |
| 1512 Oulu             | 1939 FE        | mesto Oulu, Finska, rojstni kraj odkritelja [H] |
| 1513 Mátra            | 1940 EB        | Mátra, gorovje na Madžarskem |
| 1514 Ricouxa          | 1906 UR        | * |
| 1515 Perrotin         | 1936 VG        | Joseph Athanase Perrotin, francoski astronom |
| 1516 Henry            | 1938 BG        | Paul in Prosper Henry, francoska astronoma |
| 1517 Beograd          | 1938 FD        | Beograd, Srbija, odkriteljevo rojstno mesto [H] |
| 1518 Rovaniemi        | 1938 UA        | mesto Rovaniemi, Finska |
| 1519 Kajaani          | 1938 UB        | mesto Kajaani, Finska |
| 1520 Imatra           | 1938 UY        | mesto Imatra, Finska |
| 1521 Seinäjoki        | 1938 UB1       | mesto Seinäjoki, Finska |
| 1522 Kokkola          | 1938 WO        | mesto Kokkola, Finska |
| 1523 Pieksämäki       | 1939 BC        | mesto Pieksämäki, Finska |
| 1524 Joensuu          | 1939 SB        | mesto Joensuu, Finska |
| 1525 Savonlinna       | 1939 SC        | mesto Savonlinna, Finska |
| 1526 Mikkeli          | 1939 TF        | mesto Mikkeli, Finska |
| 1527 Malmquista       | 1939 UG        | Gunnar Malmquist, švedski astronom [H] |
| 1528 Conrada          | 1940 CA        | Fritz Conrad, admiral nemške mornarice med drugo svetovno vojno [H] |
| 1529 Oterma           | 1938 BC        | Liisi Oterma, finski astronom |
| 1530 Rantaseppä       | 1938 SG        | Hilkka Rantaseppä (Hilkka Rantaseppä-Helenius), finska astronomka |
| 1531 Hartmut          | 1938 SH        | Hartmut Neckel, vnuk odkritelja |
| 1532 Inari            | 1938 SM        | jezero Inari, Finska |
| 1533 Saimaa           | 1939 BD        | jezero Saimaa, Finska |
| 1534 Näsi             | 1939 BK        | jezero Näsijärvi, Finska |
| 1535 Päijänne         | 1939 RC        | jezero Päijänne v Narodnem parku Päijänne Finska |
| 1536 Pielinen         | 1939 SE        | jezero Pielinen v Narodnem parku Koli Finska |
| 1537 Transylvania     | 1940 QA        | Transilvanija, Romunija |
| 1538 Detre            | 1940 RF        | László Detre, madžarski astronom |
| 1539 Borrelly         | 1940 UB        | Alphonse Louis Nicolas Borrelly, francoski astronom |
| 1540 Kevola           | 1938 WK        | observatorij Kevola, Finska |
| 1541 Estonia          | 1939 CK        | Estonija [H] |
| 1542 Schalén          | 1941 QE        | Carl Schalén, švedski astronom |
| 1543 Bourgeois        | 1941 SJ        | Paul Bourgeois, belgijski astronom |
| 1544 Vinterhansenia   | 1941 UK        | Julie Marie Vinter Hansen, danski astronom [H] |
| 1545 Thernöe          | 1941 UW        | Karl August Oscar Thernöe, danski astronom |
| 1546 Izsák            | 1941 SG1       | Imre Gyula Izsák, madžarskiastronom |
| 1547 Nele             | 1929 CZ        | Nele, žena ljudskega junaka Tilla Eulenspiegla |
| 1548 Palomaa          | 1935 FK        | Matti Herman Palomaa, finski kemičarka [H] |
| 1549 Mikko            | 1937 GA        | Mikko Arthur Levander, finski župnik, amaterski astronom, tast odkritelja [H] |
| 1550 Tito             | 1937 WD        | Josip Broz Tito, jugoslovanski voditelj [H] |
| 1551 Argelander       | 1938 DC1       | Friedrich Wilhelm August Argelander, nemški astronom [H] |
| 1552 Bessel           | 1938 DE1       | Friedrich Wilhelm Bessel, nemški astronom and matematik [H] |
| 1553 Bauersfelda      | 1940 AD        | Walter Bauersfeld, nemški inženir, konstruktor Zeissovega planetarija [H] |
| 1554 Yugoslavia       | 1940 RE        | Jugoslavija, odkriteljeva domovina [H] |
| 1555 Dejan            | 1941 SA        | sin Petra Đjurkovića, jugoslovanskega astronoma [H] |
| 1556 Wingolfia        | 1942 AA        | Wingolf, bratovščina na Univerzi v Heidelbergu [H] |
| 1557 Roehla           | 1942 AD        | Lars Ruehl, švedsko-nemški zdravnik v Heidelbergu, v hvaležnost zaradi ohranitve odkriteljevega zdravja [H] |
| 1558 Järnefelt        | 1942 BD        | Gustaf Järnefelt, finski astronom |
| 1559 Kustaanheimo     | 1942 BF        | Paul Kustaanheimo, finski astronom |
| 1560 Strattonia       | 1942 XB        | Frederick John Marrian Stratton, britanski astronom [H] |
| 1561 Fricke           | 1941 CG        | Walter Ernst Fricke, nemški astronom |
| 1562 Gondolatsch      | 1943 EE        | Friedrich Gondolatsch, nemški astronom |
| 1563 Noël             | 1943 EG        | Emanuel Arend, odkriteljev sin [H] |
| 1564 Srbija           | 1936 TB        | Srbija (prvi odkriti asteroid iz Beograda) [H] |
| 1565 Lemaître         | 1948 WA        | Georges Lemaître, belgijski astronom, teolog in matematik |
| 1566 Icarus           | 1949 MA        | Ikar, prvi letalec iz grške mitologije |
| 1567 Alikoski         | 1941 HN        | Heikki A. Alikoski, pomočnik na Observatoriju Turku, Finska † |
| 1568 Aisleen          | 1946 QB        | žena odkritelja |
| 1569 Evita            | 1948 PA        | Eva Perón, prva dama Argentine |
| 1570 Brunonia         | 1948 TX        | Univerza Brown, ZDA |
| 1571 Cesco            | 1950 FJ        | Reynaldo Cesco in Carlos Ulrrico Cesco, argentinska astronoma |
| 1572 Posnania         | 1949 SC        | mesto Poznań, Poljska |
| 1573 Väisälä          | 1949 UA        | Yrjö Väisälä, finski astronom |
| 1574 Meyer            | 1949 FD        | G. Meyer, francoski astronom* |
| 1575 Winifred         | 1950 HH        | Winifred Sawtell Cameron, ameriški planetarni geolog* |
| 1576 Fabiola          | 1948 SA        | Fabiola de Mora y Aragón, nekdanja kraljica Belgije |
| 1577 Reiss            | 1949 BA        | Guy Reiss, francoski astronom |
| 1578 Kirkwood         | 1951 AT        | Daniel Kirkwood, ameriški astronom |
| 1579 Herrick          | 1948 SB        | Samuel Herrick, ameriški astronom in matematik |
| 1580 Betulia          | 1950 KA        | žena Samuela Herricka, predstavnika iz Ohia |
| 1581 Abanderada       | 1950 LA1       | španska beseda za vodja, ki nosi zastavo, v čast Evi Perón |
| 1582 Martir           | 1950 LY        | španska beseda za mučenica, v čast Evi Perón |
| 1583 Antilochus       | 1950 SA        | Antiloh, bojevnik iz grške mitologije |
| 1584 Fuji             | 1927 CR        | gora Fuji, Japonska |
| 1585 Union            | 1947 RG        | Observatorij Union, Johannesburg |
| 1586 Thiele           | 1939 CJ        | Thorvald Nicolai Thiele, danski astronom |
| 1587 Kahrstedt        | 1933 FS1       | Albrecht Kahrstedt, nemški astronom |
| 1588 Descamisada      | 1951 MH        | španska beseda za brez srajce (delavec), v čast Evi Perón |
| 1589 Fanatica         | 1950 RK        | španska beseda za fanatična ženska, v čast Evi Perón |
| 1590 Ciolkovska       | 1933 NA        | Konstantin Edvardovič Ciolkovski, ruski matematik, fizik, letalski in raketni konstruktor |
| 1591 Baize            | 1951 KA        | Paul Baize, francoski zdravnik in amaterski astronom |
| 1592 Mathieu          | 1951 LA        | vnukinja odkritelja |
| 1593 Fagnes           | 1951 LB        | Hautes Fagnes, planota v Belgiji |
| 1594 Danjon           | 1949 WA        | André Danjon, francoski astronom |
| 1595 Tanga            | 1930 ME        | mesto Tanga, Tanzanija |
| 1596 Itzigsohn        | 1951 EV        | Miguel Itzigsohn, argentinski astronom |
| 1597 Laugier          | 1949 EB        | Marguerite Laugier, francoski astronom |
| 1598 Paloque          | 1950 CA        | Émile Paloque, francoski astronom |
| 1599 Giomus           | 1950 WA        | mesto Gien-sur-Loire, Francija |
| 1600 Vyssotsky        | 1947 UC        | Emma Vyssotsky, ameriška astronomka |
| 1601–1700             |                | |
| 1601 Patry            | 1942 KA        | André Patry, francoski astronom |
| 1602 Indiana          | 1950 GF        | zvezna država Indiana in Univerza v Indiani |
| 1603 Neva             | 1926 VH        | reka Neva, teče skozi Sainkt Peterburg |
| 1604 Tombaugh         | 1931 FH        | Clyde Tombaugh, ameriški astronom; asteroid 1931 FH je eden izmed mnogih, ki jih je odkril Tombaugh med iskanjem Plutona |
| 1605 Milankovitch     | 1936 GA        | Milutin Milanković, srbski astronom |
| 1606 Jekhovsky        | 1950 RH        | Benjamin Jekhovsky, v Rusiji rojen francoski astronom |
| 1607 Mavis            | 1950 RA        | žena Jacobusa Albertusa Bruwerja, južnoafriški astronom |
| 1608 Muñoz            | 1951 RZ        | F. A. Muñoz, astronom* |
| 1609 Brenda           | 1951 NL        | vnukinja odkritelja |
| 1610 Mirnaya          | 1928 RT        | ruska beseda za miroljubna |
| 1611 Beyer            | 1950 DJ        | Max Beyer, nemški astronom |
| 1612 Hirose           | 1950 BJ        | Hideo Hirose (広瀬秀雄), japonski astronom |
| 1613 Smiley           | 1950 SD        | Charles Hugh Smiley, ameriški astronom |
| 1614 Goldschmidt      | 1952 HA        | Hermann Mayer Salomon Goldschmidt, astronom |
| 1615 Bardwell         | 1950 BW        | Conrad Bardwell, ameriški astronom |
| 1616 Filipoff         | 1950 EA        | Lionel Filipoff, astronom |
| 1617 Alschmitt        | 1952 FB        | Alfred Schmitt, francoski astronom |
| 1618 Dawn             | 1948 NF        | vnukinja odkritelja |
| 1619 Ueta             | 1953 TA        | Jo Ueta (上田穣), japonski astronom |
| 1620 Geographos       | 1951 RA        | National Geographic Society |
| 1621 Druzhba          | 1926 TM        | ruska beseda za prijateljstvo |
| 1622 Chacornac        | 1952 EA        | Jean Chacornac, francoski astronom |
| 1623 Vivian           | 1948 PL        | Daughter of William Hirst, britanski astronom |
| 1624 Rabe             | 1931 TT1       | Eugene Rabe, ameriški astronom |
| 1625 The NORC         | 1953 RB        | NORC (Naval Ordnance Research Calculator), prvi računalnik z elektronkami, izdelan pri podjetju IBM |
| 1626 Sadeya           | 1927 AA        | Sociedad Astronómica de España y America |
| 1627 Ivar             | 1929 SH        | brat odkritelja |
| 1628 Strobel          | 1923 OG        | Willy Strobel, nemški astronom |
| 1629 Pecker           | 1952 DB        | Jean-Claude Pecker, francoski astronom |
| 1630 Milet            | 1952 DA        | Bernard Milet, francoski astronom |
| 1631 Kopff            | 1936 UC        | August Kopff, nemški astronom |
| 1632 Sieböhme         | 1941 DF        | Siegfried Böhme, nemški astronom |
| 1633 Chimay           | 1929 EC        | občina Chimay v Belgiji |
| 1634 Ndola            | 1935 QP        | mesto Ndola, Zambia |
| 1635 Bohrmann         | 1924 QW        | Alfred Bohrmann, nemški astronom |
| 1636 Porter           | 1950 BH        | Jermain Gildersleeve Porter in John Guy Porter, britanska astronoma |
| 1637 Swings           | 1936 QO        | Pol Swings, belgijski astronom |
| 1638 Ruanda           | 1935 JF        | Ruanda |
| 1639 Bower            | 1951 RB        | Ernest Clare Bower, ameriški matematik in astronom |
| 1640 Nemo             | 1951 QA        | kapitan Nemo, izmišljena oseba |
| 1641 Tana             | 1935 OJ        | reka Tana, Kenija |
| 1642 Hill             | 1951 RU        | George William Hill, ameriški matematik in astronom |
| 1643 Brown            | 1951 RQ        | Ernest William Brown, britanski astronom |
| 1644 Rafita           | 1935 YA        | sin odkritelja |
| 1645 Waterfield       | 1933 OJ        | Reginald Lawson Waterfield in William Francis Herschel Waterfield, britanska astronoma |
| 1646 Rosseland        | 1939 BG        | Svein Rosseland, norveški astrofizik |
| 1647 Menelaus         | 1957 MK        | Menelaj, kralj iz grške mitologije |
| 1648 Shajna           | 1935 RF        | Grigorij Abramovič Šajn, ruski astronom, soprog odkriteljice |
| 1649 Fabre            | 1951 DE        | Hervé Fabre, francoski astronom |
| 1650 Heckmann         | 1937 TG        | Otto Heckmann, nemški astronom |
| 1651 Behrens          | 1936 HD        | Johann Gerhard Behrens, nemški astronom |
| 1652 Hergé            | 1953 PA        | Georges Prosper Remi ( psevdonim Hergé) belgijski pisec stripov |
| 1653 Yakhontovia      | 1937 RA        | Nataliya Sergeevna Samoilova-Yakhontova, ruska astronomka |
| 1654 Bojeva           | 1931 TL        | Nina Fedorovna Bojeva, ruska astronomka |
| 1655 Comas Solá       | 1929 WG        | Josep Comas i Solà, katalonski astronom |
| 1656 Suomi            | 1942 EC        | Finska |
| 1657 Roemera          | 1961 EA        | Elizabeth Roemer, ameriška astronomka |
| 1658 Innes            | 1953 NA        | Robert Thorburn Ayton Innes, škotski amaterski astronom, pozneje poklicni astronom, tudi prvi direktor Observatorija Transvaal |
| 1659 Punkaharju       | 1940 YL        | občina Punkaharju, Finska |
| 1660 Wood             | 1953 GA        | Harry Edwin Wood, južnoafriški astronom |
| 1661 Granule          | A916 FA        | Gallova zrna (znana tudi kot "Gallova telesa"), oblika limfocitov, ki jih je odkril Edward Gall |
| 1662 Hoffmann         | A923 RB        | Irmtraud Hoffmann, snaha odkritelja |
| 1663 van den Bos      | 1926 PE        | Willem Hendrik van den Bos, nizozemski astronom |
| 1664 Felix            | 1929 CD        | Felix Timmermans, belgijski pisatelj |
| 1665 Gaby             | 1930 DQ        | Gaby Reinmuth, snaha odkritelja |
| 1666 van Gent         | 1930 OG        | Hendrik van Gent, nizozemski astronom |
| 1667 Pels             | 1930 SY        | G. Pels, asistent pri izračunavanju tirnic na Observatoriju Leiden |
| 1668 Hanna            | 1933 OK        | Hanna Reinmuth, snaha odkritelja |
| 1669 Dagmar           | 1934 RS        | Dagmar, žensko ime |
| 1670 Minnaert         | 1934 RZ        | Marcel Gilles Jozef Minnaert, belgijski astronom |
| 1671 Chaika           | 1934 TD        | ruska beseda za galeb, v čast Valentini Tereškovi |
| 1672 Gezelle          | 1935 BD        | Guido Gezelle, flamski pesnik |
| 1673 van Houten       | 1937 TH        | Cornelis Johannes van Houten, nizozemski astronom |
| 1674 Groeneveld       | 1938 DS        | Ingrid van Houten-Groeneveld, nizozemski astronom |
| 1675 Simonida         | 1938 FB        | lepa srbska Simonida Nemanjič, žena kralja Štefana Uroša II. |
| 1676 Kariba           | 1939 LC        | jezero Kariba, Zambija/Zimbabve |
| 1677 Tycho Brahe      | 1940 RO        | Tycho Brahe, danski astronom |
| 1678 Hveen            | 1940 YH        | Hen, Švedska (Hveen), otok v Øresundu z gradom Uraniborg, ki ga je uporabljal Tycho Brahe oziroma observatorij Stjerneborg |
| 1679 Nevanlinna       | 1941 FR        | Rolf Herman Nevanlinna, finski matematik |
| 1680 Per Brahe        | 1942 CH        | Per Brahe, guverner in general iz 17. stoletja na Finskem |
| 1681 Steinmetz        | 1948 WE        | Julius Steinmetz, nemški pastor in določevalec tirnice asteroida |
| 1682 Karel            | 1949 PH        | sin Cornelisa Johannesa van Houtena in Ingrid van Houten-Groeneveld, oba nizozemska astronoma |
| 1683 Castafiore       | 1950 SL        | operna pevka Bianca Castafiore |
| 1684 Iguassú          | 1951 QE        | Iguasujski slapovi na reki Iguasu, Brazilija/Argentina |
| 1685 Toro             | 1948 OA        | dekliški priimek ženeSamuela Herricka (predstavnik Ohia) |
| 1686 De Sitter        | 1935 SR1       | Willem de Sitter, nizozemski astronom |
| 1687 Glarona          | 1965 SC        | kanton Glarus v Švici |
| 1688 Wilkens          | 1951 EQ1       | Alexander Wilkens, argentinski astronom |
| 1689 Floris-Jan       | 1930 SO        | Floris-Jan van der Meulen, 5000. obiskovalec na astronomski razstavi |
| 1690 Mayrhofer        | 1948 VB        | Karl Mayrhofer, avstrijski matematik in amaterski astronom |
| 1691 Oort             | 1956 RB        | Jan Hendrik Oort, nizozemski astronom |
| 1692 Subbotina        | 1936 QD        | Mihail Subotin, ruski astronom |
| 1693 Hertzsprung      | 1935 LA        | Ejnar Hertzsprung, danski astronom |
| 1694 Kaiser           | 1934 SB        | Frederik Kaiser, nizozemski astronom |
| 1695 Walbeck          | 1941 UO        | Henrik Johan Walbeck, finski geodet |
| 1696 Nurmela          | 1939 FF        | Tauno Kalervo Nurmela, finski akademik |
| 1697 Koskenniemi      | 1940 RM        | Veikko Antero Koskenniemi, finski pesnik |
| 1698 Christophe       | 1934 CS        | nečak Georgesa Rolanda, francoskega astronoma ali Ginette Roland, belgijska astronomka |
| 1699 Honkasalo        | 1941 QD        | Tauno Bruno Honkasalo, finski matematik |
| 1700 Zvezdara         | 1940 QC        | Zvezdara, Beograd, Srbija |
| 1701–1800             |                | |
| 1701 Okavango         | 1953 NJ        | rekaOkavango, Afrika |
| 1702 Kalahari         | A924 NC        | puščava Kalahari |
| 1703 Barry            | 1930 RB        | Roger Barry, nemški(?) astronom |
| 1704 Wachmann         | A924 EE        | Arno Arthur Wachmann, nemški astronom |
| 1705 Tapio            | 1941 SL1       | Tapio, finska mitološka oseba iz Kalevale (epska pesnitev) |
| 1706 Dieckvoss        | 1931 TS        | Wilhelm Dieckvoss, nemški astronom † |
| 1707 Chantal          | 1932 RL        | nečakinja Georgesa Rolanda francoskega astronoma in Ginette Roland, belgijske astronomke * |
| 1708 Pólit            | 1929 XA        | Isidre Pólit i Boixareu, španska astronomka |
| 1709 Ukraina          | 1925 QA        | Ukrajina |
| 1710 Gothard          | 1941 UF        | Jenõ Gothard, madžarski amaterski astronom |
| 1711 Sandrine         | 1935 BB        | nečakinja Georgesa Rolanda, francoskega astronoma in Ginette Roland, belgijske astronomke * |
| 1712 Angola           | 1935 KC        | država Angola |
| 1713 Bancilhon        | 1951 SC        | Odette Bancilhon, francoski astronomka, žena Alfreda Schmitta |
| 1714 Sy               | 1951 OA        | Frédéric Sy, francoski astronom |
| 1715 Salli            | 1938 GK        | žena odkritelja |
| 1716 Peter            | 1934 GF        | vnuk odkritelja |
| 1717 Arlon            | 1954 AC        | mesto in občina Arlon, Belgija |
| 1718 Namibia          | 1942 RX        | država Namibija |
| 1719 Jens             | 1950 DP        | vnuk odkritelja |
| 1720 Niels            | 1935 CQ        | vnuk odkritelja |
| 1721 Wells            | 1953 TD3       | [[German Wells, upravnik na Univerza v Indiani |
| 1722 Goffin           | 1938 EG        | Edwin Goffin, belgijski astronom |
| 1723 Klemola          | 1936 FX        | Irja Klemola, amaterska astronomka in Arnold Richard Klemola, ameriški astronom |
| 1724 Vladimir         | 1932 DC        | vnuk Milorada B. Protića, srbski astronom |
| 1725 CrAO             | 1930 SK        | Astrofizikalni observatorij Krim (Кри́мська астрофізи́чна обсервато́рія) |
| 1726 Hoffmeister      | 1933 OE        | Cuno Hoffmeister, nemški astronom |
| 1727 Mette            | 1965 BA        | žena odkritelja |
| 1728 Goethe Link      | 1964 TO        | Observatorij Goethe Link |
| 1729 Beryl            | 1963 SL        | Beryl Potter, član osebja na Univerza v Indiani |
| 1730 Marceline        | 1936 UA        | junakinja iz romana L'Immoraliste, ki ga je napisal André Gide, francoski pisatelj in Nobelov nagrajenec |
| 1731 Smuts            | 1948 PH        | Jan Christiaan Smuts, premier v Južni Afriki |
| 1732 Heike            | 1943 EY        | Heike Neckel, vnukinja Alfreda Bohrmanna, nemškega astronoma |
| 1733 Silke            | 1938 DL1       | Silke Neckel, vnukinja odkritelja |
| 1734 Zhongolovich     | 1928 TJ        | Ivan Danilovič Zongolovič, ruski astronom |
| 1735 ITA              | 1948 RJ1       | Inštitut teoretične astronomije (Institute for Theoretical Astronomy) |
| 1736 Floirac          | 1967 RA        | predmestje Bordeauxa, Francija |
| 1737 Severny          | 1966 TJ        | Andrej Borisovič Severni, ruski astronom |
| 1738 Oosterhoff       | 1930 SP        | P. Th. Oosterhoff, nizozemskiastronom |
| 1739 Meyermann        | 1939 PF        | Bruno Meyermann, astronom |
| 1740 Paavo Nurmi      | 1939 UA        | Paavo Nurmi, finski tekač |
| 1741 Giclas           | 1960 BC        | Henry Lee Giclas, ameriški astronom |
| 1742 Schaifers        | 1934 RO        | Karl Schaifers, nemški astronom |
| 1743 Schmidt          | 4109 P-L       | Bernhard Schmidt, izumitelj |
| 1744 Harriet          | 6557 P-L       | Wife of Paul Herget, ameriški astronom |
| 1745 Ferguson         | 1941 SY1       | James Ferguson, astronom |
| 1746 Brouwer          | 1963 RF        | Dirk Brouwer, na Nizozemskem rojeni ameriški astronom |
| 1747 Wright           | 1947 NH        | * |
| 1748 Mauderli         | 1966 RA        | Sigmund Mauderli, švicarski astronom |
| 1749 Telamon          | 1949 SB        | Telamon, kralj iz grške mitologije |
| 1750 Eckert           | 1950 NA1       | Wallace John Eckert, ameriški astronom* |
| 1751 Herget           | 1955 OC        | Paul Herget, ameriški astronom |
| 1752 van Herk         | 1930 OK        | Gijsbert van Herk, nizozemski astronom, skupaj z Hermanom Kleibrinkom in Willemom Bijleveldom je napisal zgodovino Observatorija Leiden |
| 1753 Mieke            | 1934 JM        | Wife of Jan Oort, nizozemskiastronom |
| 1754 Cunningham       | 1935 FE        | Leland E. Cunningham, ameriški astronom |
| 1755 Lorbach          | 1936 VD        | Anne Lorbach Herget, žena Paula Hergeta, ameriški astronom |
| 1756 Giacobini        | 1937 YA        | Michel Giacobini, francoski astronom |
| 1757 Porvoo           | 1939 FC        | mesto in občina Porvoo, Finska |
| 1758 Naantali         | 1942 DK        | mesto Naantali, Finska |
| 1759 Kienle           | 1942 RF        | Hans Kienle, nemški astrofizik |
| 1760 Sandra           | 1950 GB        | vnukinja odkritelja |
| 1761 Edmondson        | 1952 FN        | Frank Kelley Edmondson, ameriški astronom |
| 1762 Russell          | 1953 TZ        | Henry Norris Russell, ameriški astronom |
| 1763 Williams         | 1953 TN2       | Ken P. Williams, britanski matematik in pisatelj |
| 1764 Cogshall         | 1953 VM1       | Wilbur A. Cogshall, ameriški astronom |
| 1765 Wrubel           | 1957 XB        | Marshal Wrubel, ameriški astronom |
| 1766 Slipher          | 1962 RF        | Vesto Melvin Slipher in Earl C. Slipher, ameriška astronoma |
| 1767 Lampland         | 1962 RJ        | Carl Otto Lampland, ameriški astronom |
| 1768 Appenzella       | 1965 SA        | okrožje Appenzell, Švica |
| 1769 Carlostorres     | 1966 QP        | Carlos G. Torres, argentinski astronom in Carlos Torres, čilenski astronom |
| 1770 Schlesinger      | 1967 JR        | Frank Schlesinger, ameriški astronom |
| 1771 Makover          | 1968 BD        | Samuel Gdalevič Makover, ruski astronom |
| 1772 Gagarin          | 1968 CB        | Jurij Gagarin, ruski kozmonavt |
| 1773 Rumpelstilz      | 1968 HE        | Rumpelstiltskin, ženska oseba v nekaterih bajkah, ki izhajajo iz Nemčije (tam znana kot Rumpelstilzchen) |
| 1774 Kulikov          | 1968 UG1       | Dmitrij Kuzmič Kulikov, ruski astronom |
| 1775 Zimmerwald       | 1969 JA        | občina Zimmerwald, Švica |
| 1776 Kuiper           | 2520 P-L       | Gerard P. Kuiper, na Nizozemskem rojen ameriški astronom |
| 1777 Gehrels          | 4007 P-L       | Tom Gehrels, na Nizozemskem rojen ameriški astronom |
| 1778 Alfvén           | 4506 P-L       | Hannes Alfvén, švedski astrofizik |
| 1779 Paraná           | 1950 LZ        | Paraná River, Argentina |
| 1780 Kippes           | A906 RA        | Otto Kippes, nemški amaterski astronom |
| 1781 Van Biesbroeck   | A906 UB        | George Van Biesbroeck, v Belgiji rojen ameriški astronom |
| 1782 Schneller        | 1931 TL1       | Heribert Schneller, nemški astronom |
| 1783 Albitskij        | 1935 FJ        | Vladimir Aleksandrovič Albitskij, ruski |
| 1784 Benguella        | 1935 MG        | mesto Benguela, Angola |
| 1785 Wurm             | 1941 CD        | Karl Wurm, nemški astrofizik |
| 1786 Raahe            | 1948 TL        | mesto in občina Raahe, Finska |
| 1787 Chiny            | 1950 SK        | občina Chiny, Belgija |
| 1788 Kiess            | 1952 OZ        | Carl Clarence Kiess, ameriški astronom |
| 1789 Dobrovolsky      | 1966 QC        | Georgi Dobrovolski, ruski kozmonavt |
| 1790 Volkov           | 1967 ER        | Vladislav Volkov, ruski kozmonavt |
| 1791 Patsayev         | 1967 RE        | Viktor Patsayev, ruski kozmonavt |
| 1792 Reni             | 1968 BG        | mesto Reni, Ukrajina, rojstni kraj A. N. Deiča (rusko: Александр Николаевич Дейч) |
| 1793 Zoya             | 1968 DW        | Zoja Kosmodemjanskaja, ruska junakinja iz druge svetovne vojne |
| 1794 Finsen           | 1970 GA        | William Stephen Finsen, južnoafriški astronom |
| 1795 Woltjer          | 4010 P-L       | Jan Woltjer, nizozemski astronom |
| 1796 Riga             | 1966 KB        | mesto Riga, Latvija |
| 1797 Schaumasse       | 1936 VH        | Alexandre Schaumasse, francoski astronom |
| 1798 Watts            | 1949 GC        | Chester Burleigh Watts, ameriški astronom |
| 1799 Koussevitzky     | 1950 OE        | Serge Koussevitzky, ruski dirigent |
| 1800 Aguilar          | 1950 RJ        | Félix Aguilar, argentinski astronom ali Antonio Aguilar, španski astronom* |
| 1801–1900             |                | |
| 1801 Titicaca         | 1952 SP1       | jezero Titicaca, Peru |
| 1802 Zhang Heng       | 1964 TW1       | Zhang Heng, starodavni kitajski, astronom, matematik, izumitelj, umetnik in učenjak |
| 1803 Zwicky           | 1967 CA        | Fritz Zwicky, ameriški (izhaja iz Švice) astronom |
| 1804 Čebotarjov       | 1967 GG        | Gleb Aleksandrovič Čebotarjov, ruski astronom |
| 1805 Dirikis          | 1970 GD        | Matiss Dīriķis, latvijski astronom |
| 1806 Derice           | 1971 LC        | žena Dennisa N. Harwooda, avstralski astronom |
| 1807 Slovakia         | 1971 QA        | država Slovaška |
| 1808 Bellerophon      | 2517 P-L       | Belerofon, heroj iz grške mitologije |
| 1809 Prometheus       | 2522 P-L       | Prometej, titan iz grške mitologije |
| 1810 Epimetheus       | 4196 P-L       | Epimetej, titan iz grške mitologije |
| 1811 Bruwer           | 4576 P-L       | Jacobus Albertus Bruwer, južnoafriški astronom |
| 1812 Gilgamesh        | 4645 P-L       | Gilgameš, mitološki sumerijski junak |
| 1813 Imhotep          | 7589 P-L       | Imhotep, staroegipčanski arhitekt |
| 1814 Bach             | 1931 TW1       | Johann Sebastian Bach, nemški skladatelj |
| 1815 Beethoven        | 1932 CE1       | Ludwig van Beethoven, nemški skladatelj |
| 1816 Liberia          | 1936 BD        | država Liberija |
| 1817 Katanga          | 1939 MB        | province Katanga v Demokratični republiki Kongo |
| 1818 Brahms           | 1939 PE        | Johannes Brahms, nemški skladatelj |
| 1819 Laputa           | 1948 PC        | Laputa, izmišljeni otok v Guliverjevih potovanjih |
| 1820 Lohmann          | 1949 PO        | Werner Lohmann, nemški astronom |
| 1821 Aconcagua        | 1950 MB        | Aconcagua, gora v Andih |
| 1822 Waterman         | 1950 OO        | Alan Tower Waterman, ameriški fizik in prvi direktor Nacionalne znenstvene ustanove (National Science Foundation ali NSF) |
| 1823 Gliese           | 1951 RD        | Wilhelm Gliese, nemški astronom |
| 1824 Haworth          | 1952 FM        | Leland Haworth, ameriški fizik |
| 1825 Klare            | 1954 QH        | Gerhard Klare, nemški astronom |
| 1826 Miller           | 1955 RC1       | John Anthony Miller, ameriški astronom |
| 1827 Atkinson         | 1962 RK        | Robert d'Escourt Atkinson, britanski astronom |
| 1828 Kashirina        | 1966 PH        | Valentin Semenovich Kaširin, ruski zdravnik |
| 1829 Dawson           | 1967 JJ        | Bernhard Dawson, argentinski astronom |
| 1830 Pogson           | 1968 HA        | Norman Robert Pogson, britanski astronom |
| 1831 Nicholson        | 1968 HC        | Seth Barnes Nicholson, ameriški astronom |
| 1832 Mrkos            | 1969 PC        | Antonin Mrkos, češki astronom |
| 1833 Shmakova         | 1969 PN        | Marina Valentinovna Šmakova, v Rusiji-rojena fizičarka (astrofizičarka), sedaj deluje v Centru linearnega pospeševalnika v Stanfordu (Stanford Linear Accelerator Center ali SLAC) |
| 1834 Palach           | 1969 QP        | Jan Palach, češki protestnik |
| 1835 Gajdariya        | 1970 OE        | Arkady Gaidar, ruski pisatelj |
| 1836 Komarov          | 1971 OT        | Vladimir Komarov, ruski kozmonavt |
| 1837 Osita            | 1971 QZ1       | španska oblika imena Uršula, žene odkritelja |
| 1838 Ursa             | 1971 UC        | Ursula, žena odkritelja in Urs, sin odkritelja |
| 1839 Ragazza          | 1971 UF        | italijanska beseda za deklica in letovišče Bad Ragaz, Švica |
| 1840 Hus              | 1971 UY        | Jan Hus, češki teolog |
| 1841 Masaryk          | 1971 UO1       | Tomáš Masaryk, češkoslovaški državnik |
| 1842 Hynek            | 1972 AA        | Hynek Kohoutek, oče odkritelja |
| 1843 Jarmila          | 1972 AB        | Jarmila Kohoutkova, mati odkritelja |
| 1844 Susilva          | 1972 UB        | Susi, sošolka odkritelja |
| 1845 Helewalda        | 1972 UC        | Helen, sošolka odkritelja in občina Wald AR, Švica |
| 1846 Bengt            | 6553 P-L       | Bengt Georg Daniel Strömgren, dansko-ameriški astronom |
| 1847 Stobbe           | A916 CA        | Joachim Otto Stobbe, nemški astronom |
| 1848 Delvaux          | 1933 QD        | svakinja belgijskega astronoma Ginetta Rolanda |
| 1849 Kresák           | 1942 AB        | Ľubor Kresák, češki astronom |
| 1850 Kohoutek         | 1942 EN        | Luboš Kohoutek, češki astronom |
| 1851 Lacroute         | 1950 VA        | Pierre Lacroute, francoski astronom |
| 1852 Carpenter        | 1955 GA        | Edwin Francis Carpenter, ameriški astronom* |
| 1853 McElroy          | 1957 XE        | William David McElroy, ameriški biolog in biokemik |
| 1854 Skvortsov        | 1968 UE1       | Evgenij Fedorovič Skvortsov, ruski astronom |
| 1855 Korolev          | 1969 TU1       | Sergei Korolev, ukrajinski raketni inženir in konstrukter |
| 1856 Růžena           | 1969 TW1       | Růžena Petrovičová, članica osebja na Observatoriju Kleť |
| 1857 Parchomenko      | 1971 QS1       | Praskovija Georgievna Parčomenko, ukrajinska astronomka |
| 1858 Lobachevskij     | 1972 QL        | Nikolai Ivanovič Lobačhevski, ruski matematik |
| 1859 Kovalevskaya     | 1972 RS2       | Sofija Kovalevskaja, ruski matematičarka |
| 1860 Barbarossa       | 1973 SK        | vzdevek za Frederick I. Barbarosa in edega izmed odkriteljevih učiteljev |
| 1861 Komenský         | 1970 WB        | Jan Amos Komenský (Comenius), češki (moravski) [[teolog]g] in vzgojitelj |
| 1862 Apollo           | 1932 HA        | Apolon, bog v grški mitologiji |
| 1863 Antinous         | 1948 EA        | Antinoj, ljubimec carja Hadrijanga |
| 1864 Daedalus         | 1971 FA        | Dedal, izumitelj iz grške mitologije |
| 1865 Cerberus         | 1971 UA        | Kerber, pošast iz grške mitologije |
| 1866 Sisyphus         | 1972 XA        | Sizif, kralj iz grške mitologije |
| 1867 Deiphobus        | 1971 EA        | Dejfob, bojevnik iz grške mitologije |
| 1868 Thersites        | 2008 P-L       | Tersit, vojak v Trojanski vojni |
| 1869 Philoctetes      | 4596 P-L       | Filoklet]], znani strelec v Trojanski vojni |
| 1870 Glaukos          | 1971 FE        | Glavke, različne osebe v grški mitologiji |
| 1871 Astyanax         | 1971 FF        | Astianaks, sin Hektorja in Andromahe |
| 1872 Helenos          | 1971 FG        | Helenos, sin trojanskega kralja Priama in Hekabe iz grške mitologije |
| 1873 Agenor           | 1971 FH        | Agenor, kralj iz grške mitologije |
| 1874 Kacivelia        | A924 RC        | Kaciveli, Finska |
| 1875 Neruda           | 1969 QQ        | Jan Neruda, češki pisatelj |
| 1876 Napolitania      | 1970 BA        | Neapelj, Italija |
| 1877 Marsden          | 1971 FC        | Brian G. Marsden, astronom in director Center za male planete |
| 1878 Hughes           | 1933 QC        | sin Mireille Demiddelaer, vnukinje odkritelja |
| 1879 Broederstroom    | 1935 UN        | manjše mesto Broederstroom, Južna Afrika |
| 1880 McCrosky         | 1940 AN        | Richard Eugene McCrosky, ameriški astronom |
| 1881 Shao             | 1940 PC        | Cheng-yuan Shao, asistentka Richarda Eugena McCroskyja |
| 1882 Rauma            | 1941 UJ        | mesto Rauma, Finska |
| 1883 Rimito           | 1942 XA        | nekdanja občina Rymattyla, Finska |
| 1884 Skip             | 1943 EB1       | Gunter "Skip" Schwartz, ameriški astronom |
| 1885 Herero           | 1948 PJ        | plema Herero, ki pripada etnični skupini Bantu |
| 1886 Lowell           | 1949 MP        | Percival Lowell, ameriški astronom |
| 1887 Virton           | 1950 TD        | Virton, Belgija |
| 1888 Zu Chong-Zhi     | 1964 VO1       | Ču Čungdži, kitajski matematik in astronom |
| 1889 Pakhmutova       | 1968 BE        | Aleksandra Nikolajevna Pakmutova, ruska skladateljica |
| 1890 Konoshenkova     | 1968 CD        | Olga Petrovna Konoshenkova, učiteljica na Observatoriju Krim |
| 1891 Gondola          | 1969 RA        | gondola |
| 1892 Lucienne         | 1971 SD        | Lucienne Divan, francoski astrofizik |
| 1893 Jakoba           | 1971 UD        | Jakob Oberholzer, švicarski geolog, oče odkritelja |
| 1894 Haffner          | 1971 UH        | Hans Haffner, avstrijski astronom |
| 1895 Larink           | 1971 UZ        | Johannes Larink, nemški astronom |
| 1896 Beer             | 1971 UC1       | Wilhelm Beer, nemški astronom ali Arthur Beer, v Nemčiji rojen britanski astronom ali njegov sin Peter Beer, založnik * |
| 1897 Hind             | 1971 UE1       | John Russell Hind, britanski astronom |
| 1898 Cowell           | 1971 UF1       | Philip Herbert Cowell, britanski astronom |
| 1899 Crommelin        | 1971 UR1       | Andrew Claude de la Cherois Crommelin, britanski astronom |
| 1900 Katyusha         | 1971 YB        | Ekaterina Ivanovna Zelenko, ruska pilotka |
| 1901–2000             |                | |
| 1901 Moravia          | 1972 AD        | Moravska, pokrajina Češke |
| 1902 Shaposhnikov     | 1972 HU        | Vladimir Grigorevič Šapošnikov, ruski astrometer |
| 1903 Adzhimushkaj     | 1972 JL        | Adžimuškaj, kraj bitke v drugi svetovni vojni |
| 1904 Massevitch       | 1972 JM        | Ala Genrikovna Masevič, ruska astronomka |
| 1905 Ambartsumian     | 1972 JZ        | Viktor Amazaspovič Ambartsumian, armensko-ruski astronom |
| 1906 Naef             | 1972 RC        | Robert-A. Naef, švicarski amaterski astronom |
| 1907 Rudneva          | 1972 RC2       | Evgenija Rudneva, ruska junakinja iz druge svetovne vojne |
| 1908 Pobeda           | 1972 RL2       | ruska beseda za zmago |
| 1909 Alekhin          | 1972 RW2       | Alexander Aleksandrovič Aljehin, ruski šahist |
| 1910 Mikhailov        | 1972 TZ1       | Aleksandr Aleksandrovič Mihajlov, ruski astronom |
| 1911 Schubart         | 1973 UD        | Joachim Schubart, nemški astronom |
| 1912 Anubis           | 6534 P-L       | Anubis, staroegipčanski bog |
| 1913 Sekanina         | 1928 SF        | Zdeněk Sekanina, na Češkem rojeni ameriški astronom |
| 1914 Hartbeespoortdam | 1930 SB1       | jezero Hartbeespoortdam v Južni Afriki |
| 1915 Quetzálcoatl     | 1953 EA        | Quetzalcoatl, asteški bog |
| 1916 Boreas           | 1953 RA        | Boreas, bog v grški mitologiji |
| 1917 Cuyo             | 1968 AA        | Univerza v Cuyo, Argentina |
| 1918 Aiguillon        | 1968 UA        | občina Aiguillon, [[Francija]] |
| 1919 Clemence         | 1971 SA        | Gerald Maurice Clemence, ameriški astronom |
| 1920 Sarmiento        | 1971 VO        | Domingo Sarmiento, nekdanji predsednik Argentine, ki je podpiral ameriškega astronoma Benjamina Apthorpa Goulda z ustanovitvijo Argentinskega nacionalnega observatorija v Cordobi (Observatorio Astronómico de Córdoba); lahko se imenuje tudi po Antoniu Sarmientu (Antonio Fernando Sarmiento Galan), mehiškem astronomu * |
| 1921 Pala             | 1973 SE        | Pala, ameriških staroselcev |
| 1922 Zulu             | 1949 HC        | Zulu afriško ljudstvo |
| 1923 Osiris           | 4011 P-L       | Osiris, staroegipčanski bog |
| 1924 Horus            | 4023 P-L       | Horus, staroegipčanski bog |
| 1925 Franklin-Adams   | 1934 RY        | John Franklin-Adams, britanski amaterski astronom |
| 1926 Demiddelaer      | 1935 JA        | Mireille Demiddelaer, vnukinja odkritelja |
| 1927 Suvanto          | 1936 FP        | bojišče v zimski vojni |
| 1928 Summa            | 1938 SO        | bojišče v zimski vojni |
| 1929 Kollaa           | 1939 BS        | bojišče v zimski vojni |
| 1930 Lucifer          | 1964 UA        | Lucifer, temni angel |
| 1931 Čapek            | 1969 QB        | Karel Čapek, češki pisatelj in scenarist |
| 1932 Jansky           | 1971 UB1       | Karl Guthe Jansky, ameriški astronom |
| 1933 Tinchen          | 1972 AC        | Christine Kohoutek, žena odkritelja |
| 1934 Jeffers          | 1972 XB        | Hamilton Moore Jeffers, ameriški astronom |
| 1935 Lucerna          | 1973 RB        | mesto Luzern, Švica |
| 1936 Lugano           | 1973 WD        | mesto Lugano, Švica |
| 1937 Locarno          | 1973 YA        | mesto Locarno, Švica |
| 1938 Lausanna         | 1974 HC        | mesto Lausanne, Švica |
| 1939 Loretta          | 1974 UC        | hčerka odkritelja |
| 1940 Whipple          | 1975 CA        | Fred Lawrence Whipple, ameriški astronom |
| 1941 Wild             | 1931 TN1       | Paul Wild, švicarski astronom |
| 1942 Jablunka         | 1972 SA        | Jablunka, vas na Moravskem (Češka\|češka]] pokrajina) |
| 1943 Anteros          | 1973 EC        | Anteros, bog v grški mitologiji |
| 1944 Günter           | 1925 RA        | Günter Reinmuth, sin odkritelja |
| 1945 Wesselink        | 1930 OL        | Adriaan Jan Wesselink, nizozemskiastronom |
| 1946 Walraven         | 1931 PH        | Theodore Walraven, nizozemski astronom |
| 1947 Iso-Heikkilä     | 1935 EA        | Iso-Heikkilä, finski observatorij |
| 1948 Kampala          | 1935 GL        | mesto Kampala, Uganda |
| 1949 Messina          | 1936 NE        | mesto Messina (Musina) |
| 1950 Wempe            | 1942 EO        | Johann Wempe, nemški astronom |
| 1951 Lick             | 1949 OA        | James Lick, ameriški podpornik znanosti |
| 1952 Hesburgh         | 1951 JC        | Theodore Hesburgh, ameriški predsednik Univerze Notre Dame v Indiani, ZDA |
| 1953 Rupertwildt      | 1951 UK        | Rupert Wildt, v Nemčiji rojen ameriški astronom |
| 1954 Kukarkin         | 1952 PH        | Boris Vasiljevič Kukarkin, ruski astronom |
| 1955 McMath           | 1963 SR        | Robert Raynolds McMath, ameriški astronom |
| 1956 Artek            | 1969 TX1       | mednarodni otroški center 'Artek', Krim, Ukrajina |
| 1957 Angara           | 1970 GF        | reka Angara, Sibirija |
| 1958 Chandra          | 1970 SB        | Subrahmanyan Chandrasekhar, indijski astrofizik |
| 1959 Karbyshev        | 1972 NB        | Dmitrij Mihailovič Karbišev, sovjetski vojaški vodja |
| 1960 Guisan           | 1973 UA        | Henri Guisan, švicarski general v drugi svetovni vojni |
| 1961 Dufour           | 1973 WA        | Henri Dufour, švicarski general |
| 1962 Dunant           | 1973 WE        | Jean Henri Dunant, švicarski ustanovitelj Rdečega križa |
| 1963 Bezovec          | 1975 CB        | gora Bezovec, Slovaška |
| 1964 Luyten           | 2007 P-L       | Willem Jacob Luyten, na Nizozemskem rojen ameriški astronom |
| 1965 van de Kamp      | 2521 P-L       | Peter van de Kamp, na Nizozemskem rojen ameriški astronom |
| 1966 Tristan          | 2552 P-L       | Tristan, eden izmed Vitezov okrogle mize |
| 1967 Menzel           | A905 VC        | Donald Howard Menzel, ameriški astronom |
| 1968 Mehltretter      | 1932 BK        | Johannes Peter Mehltretter, nemški astronom |
| 1969 Alain            | 1935 CG        | Alain Vanheste, soprog odkriteljeve vnukinje |
| 1970 Sumeria          | 1954 ER        | Sumerija, starodavno kraljestvo |
| 1971 Hagihara         | 1955 RD1       | Yusuke Hagihara, japonski astronom |
| 1972 Yi Xing          | 1964 VQ1       | Yi Xing, kitajski astronom |
| 1973 Colocolo         | 1968 OA        | Colocolo, voditelj Mapučov (južnoameriško staroselsko (indijansko) ljudstvo |
| 1974 Caupolican       | 1968 OE        | Caupolican, voditelj Mapučov (južnoameriško staroselsko (indijansko ljudstvo) |
| 1975 Pikelner         | 1969 PH        | Solomon Borisovič Pikelner, ruski astronom |
| 1976 Kaverin          | 1970 GC        | N. S. Kaverin, ruski astronom ali Venjamin Aleksandrovič Kaverin, ruski pisatelj * |
| 1977 Shura            | 1970 QY        | Aleksander Kosmodemjanskij, sovjetski vojni junak |
| 1978 Patrice          | 1971 LD        | Daughter of Dennis N. Harwood, avstralski astronom |
| 1979 Sakharov         | 2006 P-L       | Andrej Saharov, ruski fizik |
| 1980 Tezcatlipoca     | 1950 LA        | Tezcatlipoca, azteški bog |
| 1981 Midas            | 1973 EA        | Midas, kralj v grški mitologiji |
| 1982 Cline            | 1975 VA        | Edwin Lee Cline, izumitelj |
| 1983 Bok              | 1975 LB        | Bart Jan Bok, na Nizozemskem rojen ameriški astronom in njegova žena Priscilla Fairfield Bok (tudi astronomka) |
| 1984 Fedynskij        | 1926 TN        | Vsevolod Vladimirovič Fedinskij, ruski geofizik |
| 1985 Hopmann          | 1929 AE        | Josef Hopmann, nemški astronom |
| 1986 Plaut            | 1935 SV1       | Lukas Plaut, nizozemskiastronom |
| 1987 Kaplan           | 1952 RH        | Samuel Aronovičh Kaplan, ruski astronom in veteran na fronti v drugi svetovni vojni |
| 1988 Delores          | 1952 SV        | Delores Owings, sodelavka programa iskanja asteroidov na Univerzi Indiane v Bloomingtonu |
| 1989 Tatry            | 1955 FG        | pogorje Visoke Tatre, Slovaška |
| 1990 Pilcher          | 1956 EE        | Frederick Pilcher, ameriški astronom |
| 1991 Darwin           | 1967 JL        | Charles Darwin, angleški naravoslovec in paleontolog in sir George Howard Darwin, angleški astronom in matematik |
| 1992 Galvarino        | 1968 OD        | Galvarino, voditelj Mapučov (južnoameriško staroselsko (indijansko ljudstvo) |
| 1993 Guacolda         | 1968 OH1       | Guacolda, žena Lautara, ki je bil voditelj Mapučov (južnoameriško staroselsko (indijansko ljudstvo) |
| 1994 Shane            | 1961 TE        | Charles Donald Shane, ameriški astronom |
| 1995 Hajek            | 1971 UP1       | Tadeáš Hájek, češki astronom |
| 1996 Adams            | 1961 UA        | John Couch Adams, britanski matematik in astronom |
| 1997 Leverrier        | 1963 RC        | Urbain Le Verrier, francoski astronom |
| 1998 Titius           | 1938 DX1       | Johann Daniel Titius, nemški astronom |
| 1999 Hirayama         | 1973 DR        | Kiyotsugu Hirayama, japonski astronom |
| 2000 Herschel         | 1960 OA        | William Herschel, v Nemčiji rojen britanski astronom in skladatelj |